# Chiangiodendron mexicanum
Chiangiodendron mexicanum är en tvåhjärtbladig växtart som beskrevs av T. Wendt. Chiangiodendron mexicanum ingår i släktet Chiangiodendron och familjen Achariaceae. Inga underarter finns listade i Catalogue of Life.